# Ukraińskie odznaczenia
Odznaczenia państwowe Ukrainy — najwyższa forma wyróżnienia obywateli Ukrainy za wybitne zasługi w rozwoju ekonomii, nauki, kultury, sfery socjalnej, obrony Ojczyzny, ochrony praw konstytucyjnych i wolności, budowy państwowości i działalności społecznej, oraz za inne zasługi dla Ukrainy.
Zgodnie z artykułem 106 Konstytucji Ukrainy, Prezydent Ukrainy może ustanawiać odznaczenia oraz nagradzać nimi.
Ukraińskie odznaczenia może otrzymać każdy obywatel Ukrainy, a także obywatele innych państw za zasługi dla Ukrainy, na podstawie decyzji Prezydenta. Oprócz samego odznaczenia, osoba odznaczona otrzymuje dokument poświadczający prawo do odznaczenia.
| Baretka                                                                                                   | Nazwa odznaczenia |
| Ordery Ukrainy                                                                                            | |
| | Złota Gwiazda Bohatera Ukrainy |
| | Order Państwa Bohatera Ukrainy |
| | Krzyż Bojowych Zasług |
| | Krzyż Bojowych Zasług nadany dwukrotnie                                                                                                 |
| | Krzyż Bojowych Zasług nadany trzykrotnie                                                                                                |
| | Order Wolności |
| | Order Księcia Jarosława Mądrego I Klasy                                                                                                 |
| | Order Księcia Jarosława Mądrego II Klasy                                                                                                |
| | Order Księcia Jarosława Mądrego III Klasy                                                                                               |
| | Order Księcia Jarosława Mądrego IV Klasy                                                                                                |
| | Order Księcia Jarosława Mądrego V Klasy                                                                                                 |
| | Order „Za Zasługi” I Klasy |
| | Order „Za Zasługi” II Klasy |
| | Order „Za Zasługi” III Klasy |
| | Order Bohdana Chmielnickiego I Klasy |
| | Order Bohdana Chmielnickiego II Klasy                                                                                                   |
| | Order Bohdana Chmielnickiego III Klasy                                                                                                  |
| | Order Bohaterów Niebiańskiej Sotni |
| | Order „Za Odwagę” I Klasy |
| | Order „Za Odwagę” II Klasy |
| | Order „Za Odwagę” III Klasy |
| | Order Księżnej Olgi I Klasy |
| | Order Księżnej Olgi II Klasy |
| | Order Księżnej Olgi III Klasy |
| | Order Daniela Halickiego |
| | Order „Za dzielną pracę górniczą” I Klasy                                                                                               |
| | Order „Za dzielną pracę górniczą” II Klasy                                                                                              |
| | Order „Za dzielną pracę górniczą” III Klasy                                                                                             |
| Medale Ukrainy                                                                                            | |
| | Medal „Za wojskową służbę Ukrainie” |
| | Medal „Za nienaganną służbę” I Klasy |
| | Medal „Za nienaganną służbę” II Klasy                                                                                                   |
| | Medal „Za nienaganną służbę” III Klasy                                                                                                  |
| | Medal „Obrońca Ojczyzny” (1999-2015) |
| | Medal „Obrońca Ojczyzny” (od 2015) |
| | Medal „Za uratowanie życia” |
| Odznaki tytułów honorowych Ukrainy                                                                        | |
| różne | ukraińskie tytuły honorowe |
| Odznaki nagród państwowych Ukrainy                                                                        | |
| różne | ukraińskie nagrody państwowe |
| Odznaki nagród prezydenta Ukrainy                                                                         | |
| | Krzyż Iwana Mazepy |
| | Medal „Za pracę i zwycięstwo” |
| | Medal „60-lecia wyzwolenia Ukrainy spod okupacji faszystowskiej”                                                                        |
| | Medal „20 lat niepodległości Ukrainy”                                                                                                   |
| | Medal „25 lat niepodległości Ukrainy”                                                                                                   |
| | Medal „25 lat od wycofania wojsk z Afganistanu”                                                                                         |
| | Medal „70 lat wyzwolenia Ukrainy od faszystowskich najeźdźców”                                                                          |
| | Medal jubileuszowy „70 lat zwycięstwa nad nazizmem”                                                                                     |
| | Medal „Za udział w operacji antyterrorystycznej”                                                                                        |
| | Medal „Za udział humanitarny w operacji antyterrorystycznej”                                                                            |
| | Odznaka "Za Obronę Ukrainy" – odmiana wojskowa                                                                                          |
| | Odznaka "Za Obronę Ukrainy" – odmiana cywilna                                                                                           |
| Odznaczenia Służby Bezpieczeństwa Ukrainy (od 2013)                                                       | |
| | „Odznaka (Nagroda) Służby Bezpieczeństwa Ukrainy”                                                                                       |
| | Odznaka „Za Męstwo (Waleczność)” |
| | Odznaka „Za Odwagę” |
| | Medal „Weteran Służby” |
| | Medal „20 lat wiernej służby” |
| | Medal „15 lat wiernej służby” |
| | Medal „10 lat wiernej służby” |
| Odznaczenia Narodowej Policji Ukrainy (od 2019)                                                           | |
| | „Znak Honoru” |
| | Medal „Weteran Służby” |
| | Medal „20 lat wiernej służby” |
| | Medal „15 lat wiernej służby” |
| | Medal „10 lat wiernej służby” |
| Odznaczenia Państwowej Służby Granicznej Ukrainy (od 2013)                                                | |
| | Medal „Weteran Służby” |
| | Medal „20 lat wiernej służby” |
| | Medal „15 lat wiernej służby” |
| | Medal „10 lat wiernej służby” |
| | Odznaka „Znakomity Pogranicznik” |
| | Odznaka „Za Odwagę (Męstwo) w Ochronie Granicy Państwowej”                                                                              |
| | „Odznaka Służby” |
| Odznaczenia Ministerstwa Obrony Ukrainy (do 2022)                                                         | |
| | Medal Weterana Służby |
| | Medal „20 lat sumiennej służby” |
| | Medal „15 lat sumiennej służby” |
| | Medal „10 lat sumiennej służby” |
| | Medal „Za pomoc Siłom Zbrojnym Ukrainy”                                                                                                 |
| | Medal „Za rozwój współpracy wojskowej”                                                                                                  |
| | Medal „Za wzmocnienie zdolności obronnych”                                                                                              |
| | Medal „Za wzorową służbę” |
| | Medal „Znak Honoru” |
| | Medal „Za Waleczność Wojskową” |
| | Medal „Za rany” (ciężkie) |
| | Medal „Za rany” (lekkie) |
| Odznaczenia Ministerstwa Obrony Ukrainy (od 2022)                                                         | |
| | Odznaka „Krzyż Specjalnych Zasług” |
| | Odznaka „Za Wzorową Służbę” |
| | Medal „Krzyż Żelazny” |
| | Medal „Krzyż Kawalerski” |
| | Medal „Krzyż Wojskowy” |
| | Medal „Krzyż Wojskowy” nadany dwukrotnie                                                                                                |
| | Medal „Krzyż Wojskowy” nadany trzykrotnie                                                                                               |
| | Medal „Krzyż Dzielności” |
| | Medal „Krzyż Dzielności” nadany dwukrotnie                                                                                              |
| | Medal „Krzyż Dzielności” nadany trzykrotnie                                                                                             |
| | Medal „Za Rany” (lekkie) |
| | Medal „Za Rany” (ciężkie) |
| | Medal „Za Rany” (lekkie i ciężkie) |
| | Medal „Krzyż Honoru” |
| | Medal „Złoty Tryzub” |
| | Medal „Za wzmacnianie obronności” |
| | Medal „Gwiazda wojskowego braterstwa”                                                                                                   |
| | Medal „Obrońca Ukrainy” |
| | Medal „Za wspieranie obrony” |
| | Medal „Za wspieranie obrony” nadany dwukrotnie                                                                                          |
| | Medal „Za wspieranie obrony” nadany trzykrotnie                                                                                         |
| | Medal „Krzyż Wojsk Lądowych” |
| | Medal „Krzyż Wojsk Lądowych” nadany dwukrotnie                                                                                          |
| | Medal „Krzyż Wojsk Lądowych” nadany trzykrotnie                                                                                         |
| | Medal „Krzyż Sił Powietrznych” |
| | Medal „Krzyż Sił Powietrznych” nadany dwukrotnie                                                                                        |
| | Medal „Krzyż Sił Powietrznych” nadany trzykrotnie                                                                                       |
| | Medal „Krzyż Marynarki Wojennej” |
| | Medal „Krzyż Marynarki Wojennej” nadany dwukrotnie                                                                                      |
| | Medal „Krzyż Marynarki Wojennej” nadany trzykrotnie                                                                                     |
| | Medal „Krzyż Sił Operacji Specjalnych”                                                                                                  |
| | Medal „Krzyż Sił Operacji Specjalnych” nadany dwukrotnie                                                                                |
| | Medal „Krzyż Sił Operacji Specjalnych” nadany trzykrotnie                                                                               |
| | Medal „Krzyż Sił Obrony Terytorialnej”                                                                                                  |
| | Medal „Krzyż Sił Obrony Terytorialnej” nadany dwukrotnie                                                                                |
| | Medal „Krzyż Sił Obrony Terytorialnej” nadany trzykrotnie                                                                               |
| | Medal „Krzyż Sił Logistycznych” |
| | Medal „Krzyż Sił Logistycznych” nadany dwukrotnie                                                                                       |
| | Medal „Krzyż Sił Logistycznych” nadany trzykrotnie                                                                                      |
| | Medal „Krzyż Sił Wsparcia” |
| | Medal „Krzyż Sił Wsparcia” nadany dwukrotnie                                                                                            |
| | Medal „Krzyż Sił Wsparcia” nadany trzykrotnie                                                                                           |
| | Medal „Krzyż Sił Medycznych” |
| | Medal „Krzyż Sił Medycznych” nadany dwukrotnie                                                                                          |
| | Medal „Krzyż Sił Medycznych” nadany trzykrotnie                                                                                         |
| | Medal „Krzyż Wojsk Desantowo-Szturmowych”                                                                                               |
| | Medal „Krzyż Wojsk Desantowo-Szturmowych” nadany dwukrotnie                                                                             |
| | Medal „Krzyż Wojsk Desantowo-Szturmowych” nadany trzykrotnie                                                                            |
| | Medal „Krzyż Wojsk Łączności i Bezpieczeństwa Cybernetycznego”                                                                          |
| | Medal „Krzyż Wojsk Łączności i Bezpieczeństwa Cybernetycznego” nadany dwukrotnie                                                        |
| | Medal „Krzyż Wojsk Łączności i Bezpieczeństwa Cybernetycznego” nadany trzykrotnie                                                       |
| | Medal „Krzyż Wojsk Rakietowych i Artylerii”                                                                                             |
| | Medal „Krzyż Wojsk Rakietowych i Artylerii” nadany dwukrotnie                                                                           |
| | Medal „Krzyż Wojsk Rakietowych i Artylerii” nadany trzykrotnie                                                                          |
| | Medal „Krzyż Państwowej Specjalnej Służby Transportu”                                                                                   |
| | Medal „Krzyż Państwowej Specjalnej Służby Transportu” nadany dwukrotnie                                                                 |
| | Medal „Krzyż Państwowej Specjalnej Służby Transportu” nadany trzykrotnie                                                                |
| | Medal „Wojownik-Rozjemca” |
| | Medal „Weteran Służby” |
| | Medal „20 lat wiernej służby” |
| | Medal „15 lat wiernej służby” |
| | Medal „10 lat wiernej służby” |
| | Odznaka honorowa „Za zasługi w ciężkich walkach”                                                                                        |
| Odznaczenia Głównej Dyrekcji Wywiadu Ministerstwa Obrony Ukrainy                                          | |
| | Medal „Za Bojowe Zasługi” |
| | Medal „Odznaka Honorowa” |
| | Odznaka „Za Męstwo Podczas Wykonywania Zadań Specjalnych”                                                                               |
| | Medal „Ukraina – ponad wszystko!” |
| | Medal „Za Oddanie dla Wywiadu Wojskowego Ukrainy” I Stopnia                                                                             |
| | Medal „Za Oddanie dla Wywiadu Wojskowego Ukrainy” II Stopnia                                                                            |
| | Medal „Za Oddanie dla Wywiadu Wojskowego Ukrainy” III Stopnia                                                                           |
| | Medal „Za Wspieranie Wywiadu Wojskowego Ukrainy” I Stopnia                                                                              |
| | Medal „Za Wspieranie Wywiadu Wojskowego Ukrainy” II Stopnia                                                                             |
| Odznaki honorowe i pamiątkowe Szefa Sztabu Generalnego – Naczelnego Wodza Sił Zbrojnych Ukrainy (do 2021) | |
| | Odznaka honorowa Szefa Sztabu Generalnego - Naczelnego Wodza Sił Zbrojnych Ukrainy „Chwała i Honor”                                     |
| | Odznaka honorowa Szefa Sztabu Generalnego - Naczelnego Wodza Sił Zbrojnych Ukrainy „Za dzielną służbę wojskową dla Ojczyzny”            |
| | Odznaka honorowa Szefa Sztabu Generalnego - Naczelnego Wodza Sił Zbrojnych Ukrainy „Za zasługi dla Sił Zbrojnych Ukrainy”               |
| | Odznaka honorowa Szefa Sztabu Generalnego - Naczelnego Wodza Sił Zbrojnych Ukrainy „Za osiągnięcia w służbie wojskowej” I stopnia       |
| | Odznaka honorowa Szefa Sztabu Generalnego - Naczelnego Wodza Sił Zbrojnych Ukrainy „Za osiągnięcia w służbie wojskowej” II stopnia      |
| (w przygot.)                                                                                              | Odznaka honorowa Szefa Sztabu Generalnego - Naczelnego Wodza Sił Zbrojnych Ukrainy „Za zasługi w usuwaniu skutków zagrożenia”           |
| | Odznaka honorowa Szefa Sztabu Generalnego - Naczelnego Wodza Sił Zbrojnych Ukrainy „Za wzorową służbę wojskową” I stopnia               |
| | Odznaka honorowa Szefa Sztabu Generalnego - Naczelnego Wodza Sił Zbrojnych Ukrainy „Za wzorową służbę wojskową” II stopnia              |
| | Odznaka honorowa Szefa Sztabu Generalnego - Naczelnego Wodza Sił Zbrojnych Ukrainy „Za wzorową służbę wojskową” III stopnia             |
| (w przygot.)                                                                                              | Odznaka honorowa Szefa Sztabu Generalnego - Naczelnego Wodza Sił Zbrojnych Ukrainy „Za bezinteresowną pracę w Siłach Zbrojnych Ukrainy” |
| (w przygot.)                                                                                              | Odznaka pamiątkowa Szefa Sztabu Generalnego - Naczelnego Wodza Sił Zbrojnych Ukrainy "Honorowy Wojskowy Oficer Łącznikowy"              |
| (w przygot.)                                                                                              | Odznaka pamiątkowa Szefa Sztabu Generalnego - Naczelnego Wodza Sił Zbrojnych Ukrainy „Uczestnik ćwiczeń wojskowych”                     |
| bez wstążki                                                                                               | Odznaka pamiątkowa Szefa Sztabu Generalnego - Naczelnego Wodza Sił Zbrojnych Ukrainy "Najlepszy Sierżant Sił Zbrojnych Ukrainy"         |
| | Nagroda Motywacyjna Szefa Sztabu Generalnego - Naczelnego Wodza Sił Zbrojnych Ukrainy - Odznaka Uczestnika ATO                          |
| Odznaki honorowe i pamiątkowe Naczelnego Wodza Sił Zbrojnych Ukrainy (od 2021)                            | |
| | Odznaka Honorowa Naczelnego Wodza Sił Zbrojnych Ukrainy „Krzyż Zasługi”                                                                 |
| | Odznaka Honorowa Naczelnego Wodza Sił Zbrojnych Ukrainy „Krzyż Walecznych”                                                              |
| | Odznaka Honorowa Naczelnego Wodza Sił Zbrojnych Ukrainy „Stalowy Krzyż”                                                                 |
| | Odznaka Honorowa Naczelnego Wodza Sił Zbrojnych Ukrainy „Srebrny Krzyż”                                                                 |
| | Odznaka Honorowa Naczelnego Wodza Sił Zbrojnych Ukrainy „Złoty Krzyż”                                                                   |
| | Odznaka Honorowa Naczelnego Wodza Sił Zbrojnych Ukrainy „Krzyż Honoru Wojskowego”                                                       |
| | Odznaka Honorowa Naczelnego Wodza Sił Zbrojnych Ukrainy „Za Sumienną Służbę”                                                            |
| | Odznaka Honorowa Naczelnego Wodza Sił Zbrojnych Ukrainy „Krzyż Kombatancki”                                                             |
| | Odznaka Honorowa Naczelnego Wodza Sił Zbrojnych Ukrainy „Za Niezłomność”                                                                |
| | Odznaka Honorowa Naczelnego Wodza Sił Zbrojnych Ukrainy „Za Ratowanie Życia”                                                            |
| | Odznaka Honorowa Naczelnego Wodza Sił Zbrojnych Ukrainy „Za Wspieranie Wojska”                                                          |
| | Odznaka Honorowa Naczelnego Wodza Sił Zbrojnych Ukrainy „Najlepszy sierżant (starszyna) Sił Zbrojnych Ukrainy”                          |
| Odznaki honorowe dowódców Sił Zbrojnych Ukrainy                                                           | |
| | Odznaka Dowódcy Połączonych Sił Sił Zbrojnych Ukrainy „Za Służbę i Osiągnięcia” I Stopnia                                               |
| | Odznaka Dowódcy Połączonych Sił Sił Zbrojnych Ukrainy „Za Służbę i Osiągnięcia” II Stopnia                                              |
| | Odznaka Dowódcy Połączonych Sił Sił Zbrojnych Ukrainy „Za Służbę i Osiągnięcia” III Stopnia                                             |
| | Odznaka Honorowa Dowódcy Wojsk Lądowych Sił Zbrojnych Ukrainy – Medal „Dzielności Wojskowej”                                            |
| | Odznaka Honorowa Dowódcy Wojsk Lądowych Sił Zbrojnych Ukrainy „Za Służbę”                                                               |
| | Odznaka-Medal Dowódcy Wojsk Lądowych Sił Zbrojnych Ukrainy „Za Specjalną Służbę”                                                        |
| | Odznaka-Medal Dowódcy Wojsk Lądowych Sił Zbrojnych Ukrainy „Za Specjalną Służbę” II Stopnia                                             |
| | Odznaka-Medal Dowódcy Wojsk Lądowych Sił Zbrojnych Ukrainy „Za Specjalną Służbę” III Stopnia                                            |
| | Odznaka Honorowa Dowódcy Wojsk Lądowych Sił Zbrojnych Ukrainy „Honorowy Spadochroniarz”                                                 |
| | Odznaka Honorowa Dowódcy Wojsk Lądowych Sił Zbrojnych Ukrainy „Za znakomitą służbę w lotnictwie Wojsk Lądowych Sił Zbrojnych Ukrainy”   |
| | Odznaka Pamiątkowa Dowódcy Sił Powietrznych Ukrainy „Za Wspieranie Sił Powietrznych Ukrainy”                                            |
| | Odznaka Pamiątkowa Dowódcy Marynarki Wojennej Ukrainy „Za Wspieranie Marynarki Wojennej Ukrainy”                                        |
| | Odznaka Dowódcy Sił Wsparcia Sił Zbrojnych Ukrainy – „Krzyż Sił Wsparcia” I Stopnia                                                     |
| | Odznaka Dowódcy Sił Wsparcia Sił Zbrojnych Ukrainy – „Krzyż Sił Wsparcia” II Stopnia                                                    |
| | Odznaka-Medal Dowódcy (Operacji) Połączonych Sił „Za Zwycięstwo i Wierność”                                                             |
| Inne odznaczenia wojskowe                                                                                 | |
| | Medal Pamiątkowy "Za Obronę Miasta-Bohatera Charkowa" – nadawany przez Dowództwo Zgrupowania Wojsk "Charków"                            |
| | Krzyż "Honoru i Obowiązku" – nadawany przez Legion "Wolność Rosji"                                                                      |
| Odznaczenia Rady Bezpieczeństwa Narodowego i Obrony Ukrainy                                               | |
| | Odznaka Rady Bezpieczeństwa Narodowego i Obrony Ukrainy I Stopnia                                                                       |
| | Odznaka Rady Bezpieczeństwa Narodowego i Obrony Ukrainy II Stopnia                                                                      |
| | Odznaka Rady Bezpieczeństwa Narodowego i Obrony Ukrainy III Stopnia                                                                     |
| Odznaczenia Służby Wywiadu Zagranicznego Ukrainy (od 2013)                                                | |
| | Odznaka (Nagroda) „Za Odwagę podczas Służby” (2013-2024)                                                                                |
| | Odznaka (Nagroda) Służby Wywiadu Zagranicznego Ukrainy (2013-2024)                                                                      |
| | „Znak Honoru” (2013-2024) |
| | Odznaka (Nagroda) „Rycerz Wywiadu” (2024-dziś)                                                                                          |
| | Odznaka (Nagroda) „Triumf Wywiadu” (2024-dziś)                                                                                          |
| | Odznaka (Nagroda) „Krzyż Wywiadu” (2024-dziś)                                                                                           |
| | Medal „Weteran Służby” (2013-dziś) |
| | Medal „20 lat wiernej służby” (2013-dziś)                                                                                               |
| | Medal „15 lat wiernej służby” (2013-dziś)                                                                                               |
| | Medal „10 lat wiernej służby” (2013-dziś)                                                                                               |
| Odznaczenia samorządowe                                                                                   | |
| | Medal "Honor. Chwała. Państwo" – nadawany przez Radę Miejską Kijowa                                                                     |
| | Medal "Za Obronę Miasta-Bohatera Ukrainy Charkowa" – nadawany przez Radę Miejską Charkowa                                               |
| | Odznaka Honorowa "Za Obronę Mikołajowa" I Stopnia – nadawana przez Radę Miejską Mikołajowa                                              |
| | Odznaka Honorowa "Za Obronę Mikołajowa" II Stopnia – nadawana przez Radę Miejską Mikołajowa                                             |
| Odznaczenia prywatne, nadawane przez WGO "Kraina"                                                         | |
| | Order "Jedność i Wola" |
| | Krzyż Michała Archanioła "Za Odwagę" |
| | Krzyż "Za Rany w Boju" |
| | Krzyż Piotra Kalniszewskiego "Za Godność w Niewoli"                                                                                     |
| | Krzyż "HONOR i CHWAŁA" |
| | Krzyż "HONOR ET GLORIA" |
| | Bojowy Krzyż "HONOR ET GLORIA" |
| | Biały Krzyż "HONOR ET GLORIA" |
| | "Krzyż Zasług Obywatelskich" |
| | Medal "Niezniszczalnym Bohaterom wojny rosyjsko-ukraińskiej"                                                                            |
| | Medal "Za Udział w Walkach" |
| | Medal "Za Odwagę/Waleczność w Boju" |
| | Medal "Za Odwagę" (wariant 1.; 2016-2022)                                                                                               |
| | Medal "Za Odwagę" (wariant 2.; od 2022)                                                                                                 |
| | Medal "Za Niezłomność Ducha" |
| | Krzyż Bojowego Braterstwa |
| | Odznaka Honorowa, Krzyż "Za Naszą i Waszą Wolność"                                                                                      |
| | Stalowy Krzyż "Za Naszą i Waszą Wolność"                                                                                                |
| Odznaczenia prywatne, nadawane przez WGO "Zwitiaga"                                                       | |
| | Odznaka Za Rany / "Krew za Ukrainę" |
| | Medal Jubileuszowy "30 lat Sił Zbrojnych Ukrainy"                                                                                       |

Uwaga: "Krzyż Iwana Mazepy" w hierarchii znajduje się pomiędzy Orderem Daniela Halickiego a Orderem "Za Dzielną Pracę Górniczą".